# 2809 Vernadskij
2809 Vernadskij (1978 QW2) là một tiểu hành tinh vành đai chính được phát hiện ngày 31 tháng 8 năm 1978 bởi N. Chernykh ở Nauchnyj.